# سوزان سولومون
سوزان سولومون (بالإنجليزية: Susan Solomon)‏ (من مواليد 19 يناير 1956 في شيكاغو) وهي كيميائية متخصصة في الغلاف الجوي، وتعمل في الإدارة الوطنية لدراسة المحيطات والغلاف الجوي. وانضمت سوزان إلى الكلية في معهد ماساتشوستس للتقنية في عام 2011، حيث شغلت منصب إلين سوالو ريتشاردز أستاذة كيمياء الغلاف الجوي وعلوم المناخ. وكانت سوزان أول من اقترح مع زملائها آلية رد الفعل الجذري الخالي من مركبات الكربون الكلور فلورية، ويعد هذا هو سبب ثقب الأوزون فوق القطب الجنوبي.
سوزان ايضاً عضوة في الأكاديمية الوطنية للعلوم في الولايات المتحدة وأكاديمية العلوم الأوروبية وأكاديمية العلوم الفرنسية. واختيرت سوزان في عام 2008 من قبل مجلة تايم باعتبارها واحدة من أكثر 100 شخصية مؤثرة في العالم. وتعمل أيضا في هيئة العلم والأمن لنشرة علماء الذرة.

## السيرة الذاتية

### النشأة
بدأ اهتمام سوزان في العلم منذ أن كانت طفلة تشاهد عالم جاك كوستو في أعماق البحار. وأخذت المركز الثالث في المدرسة الثانوية في معرض العلم الوطني، بمشروع يقوم بقياس نسبة الأكسجين في الغاز المختلط.
حصلت سوزان على درجة البكالوريوس في الكيمياء من معهد إلنوي للتقنية في عام 1977. وحصلت على درجة الدكتوراة في الكيمياء من جامعة كاليفورنيا، بيركلي في عام 1981 ، حيث تخصصت في كيمياء الغلاف الجوي.

### الحياة الشخصية
تزوجت سوزان من بيري سيدويل في عام 1988.

### العمل
ترأست سوزان مجموعة الكيمياء والعمليات المناخية في الإدارة الوطنية لدراسة المحيطات والغلاف الجوي في قسم العلوم الكيميائية حتى عام 2011. وأنضمت إلى كلية قسم علوم الأرض والغلاف الجوي والكواكب في معهد ماساتشوستس للتقنية في عام 2011.

#### الكتب
- المريخ البارد: رحلة سكوت المميتة للقطب الجنوبي، صحيفة جامعة يال، الرقم الدولي المعياري للكتاب 0-300-09921-5 - تروي حكاية القائد روبيرت فالكون سكوت في رحلتة الفاشلة للقطب الجنوبي عام 1912، وخصيصاً تطبيق المقارنة بين بيانات الأرصاد الجوية الحديثة مع البيانات المسجلة لرحلة سكوت في محاولة لتسليط ضوء جديد على أسباب زوال حزب سكوت القطبي.
- فلكيات الجو للغلاف الجوي الأوسط: كيمياء وفيزياء للغلاف الجوي العلوي (ستراتوسفير) وللغلاف الجوي الوسطي (ميزوسفير)، الطبعة الثالثة، سبرينجر، 2005، الرقم الدولي المعياري للكتاب 1-4020-3284-6 – تصف كيمياء الغلاف الجوي وفيزياء الغلاف الجوي الأوسط من 10 كم حتى 100 كم ارتفاعاً.

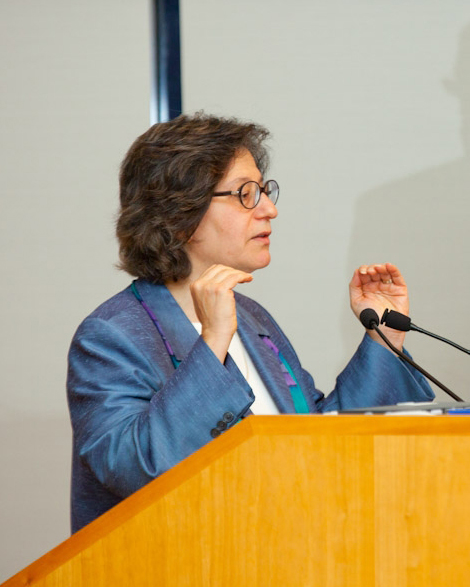
سوزان سولومون في عام 2010

#### ثقب الأوزون
عملت سوزان مع زملائها في الإدارة الوطنية لدراسة المحيطات والغلاف الجوي في مختبر أبحاث أنظمة الأرض، وأفترضوا أن آلية ثقب الأوزون فوق القطب الجنوبي حدثت بسبب رد الفعل غير المتجانس بين الأوزون ورد الفعل الجذري الخالي من مركبات الكربون الكلور فلورية على جزيئات الثلج في سحب ذات ارتفاع عال التي تشكلت فوق القطب الجنوبي. وقادت سوزان في عامي 1986 و1987 رحلة الأوزون الوطنية إلى ماكموردو ساوند، حيث كان الفريق يجمع الأدلة لتأكيد رد الفعل المتسارع. وكانت سوزان القائدة المنفردة للرحلة، والمرأة الوحيدة في الفريق. قام فريقها بقياس مستويات من أوكسيد الكلور مئة مرة أعلى من المتوقع في الغلاف الجوي، والتي نتجت من خلال تحلل مركبات الكربون الكلور فلورية بواسطة الأشعة فوق البنفسجية.
وسوزان أظهرت ايضاً بأنه يمكن للبراكين أن تسرع من ردات الفعل الناتجة عن مركبات الكربون الكلور فلورية، وتسبب في مضاعفة الضرر لطبقة الأوزون. وشكل عملها أساسيات بروتوكول مونتريال للأمم المتحدة، وهي إتفاقية دولية لحماية طبقة الأوزون من خلال ضبط المواد الكيميائية التالفة.

#### الهيئة الحكومية الدولية المعنية بتغير المناخ
خدمت سوزان الهيئة الحكومية الدولية المعنية بتغير المناخ. حيث كانت مؤلفة مساهمة في تقرير التقييم الثالث. وكانت ايضاً الرئيس المشارك لفريق العمل الأول لتقرير التقييم الرابع.

## الجوائز
- 2015: الدكتوراة الفخرية (شهادة الدكتوراة الفخرية) من جامعة براون.[14]
- 2013: جائزة فتليسن، للعمل على ثقب أوزون.
- 2012: جائزة مؤسسة حدود المعرفة BBVA في فئة تغير المناخ.
- 2010: ميدالية الخدمة لأمريكيا، التي تمنحها الشراكة للخدمة العامة.[15]
- 2009: جائوة فولفو البيئية، منحت لها من قبل أكاديمية العلوم السويدية الملكية.
- 2009: عينت في صالة الشهرة للنساء الوطنيات.[16]
- 2008: الميدالية العظيمة لأكاديمية العلوم الفرنسية.
- 2007: ميدالية ويليام باوي، منحت لها من قبل الاتحاد الجيوفيزيائي الأمريكي.
- 2006: عينت في صالة الشهرة لنساء الكولورادو.
- 2004: جائزة الكوكب الأزرق، منحت لها من قبل مؤسسة زجاج أساهي.[17]
- 2000: ميدالية بحث كارل قوستاف روسبي، منحت لها من قبل هيئة الأرصاد الجوية الأمريكية.
- 1999: الميدالية الوطنية للعلوم، منحت لها من قبل رئيس الولايات المتحدة.
- 1994: جليد سولومن، وهو جليد في القطب الجنوبي سمي على شرفها.
- 1994: سرج سولومن، وهو سرج ثلجي بارتفاع مايقارب 1850م (6070 قدم) سمي على شرفها.
- 1991: جائزة هنري وهوتون لأبحاث الأرصاد الجوية الطبيعية، منحت لها من قبل هيئة الأرصا الجوية الأمريكية.[18]

## وصلات خارجية
- Oral History Interview with Susan Solomon. (1997-09-05). American Meteorological Society Oral History Project. UCAR Archives.